# Zodiaks
«Zodiaks» (укр. «Зодіак», англ. «Zodiac», рос. «Зодиак») — культовий латвійський музичний гурт, що існував в 1980-х-1990-х роках і грав інструментальну музику в жанрі сінті. «Зодіак» був першою супер-групою Латвії з тотальною славою в СРСР. Крім того, виконував електронну музику, яка до того не була форматною для консервативної радянської естради. Дискурс композицій -  техно, космос, фентезі.

## Історія
Гурт «Зодіак» створений Янісом Лусенсом наприкінці 1970-х, а також іншими студентами Латвійської державної консерваторії ім. Я. Вітола. Ансамбль почав виконувати незвичну для консервативної совєцької естради електронну музику з «космічним» аранжуванням, надихаючись музикою «Space» і «Kraftwerk». 
Дебютний альбом «Disco Alliance» випущений 1980. Тоді ж латвійські музиканти написали саундтрек до документального фільму про космонавтів «Зоряна палітра»,  відвідавши Зоряне містечко, де познайомились з космонавтами. 
Назви композицій в наступному альбомі - «Музика у Всесвіті» - недвозначно ангажовані у космічну тематику. 1982 ансамбль успішно виступав у Росії, у Москві - в естрадній програмі «Молодість Балтики». Цей ідеологічно вмотивований фестиваль проходив у рамках заключного концерту «Московські зірки», присвяченого 60-річчю утворення СРСР і XIX з'їзду ВЛКСМ.
Останній номерний альбом «Зодіаку» випущений 1988  і називався «In memoriam» («На згадку»). Це концептуальний альбом, присвячений латвійській культурі та архітектурі Риги. 
Після звільнення Латвії від СРСР ансамбль припинив існування, але в останні роки знову почав виступати, виконуючи старий матеріал.

## Перший склад
- Яніс Лусенс (синтезатор) (ARP Odyssey)
- Андріс Сіліс (гітара)
- Зане Грива (фортепіано, вокал)
- Андріс Рейніс (ударні)
- Айнарс Ашманіс (бас-гітара)

## Учасники наступних складів гурту
- Яніс Лусенс (синтезатор)
- Майя Лусена
- Зігфрід Муктупавелс
- Айварс Гудрайс (гітара)
- Іварс Пильки (бас-гітара)
- Дзинтарс Сагенс (гітара)
- Андріс Рейніс (ударні)

## Дискографія
- Disco Alliance (1980)[1]

1. Зодіак (5:12)
2. Пасіфік (3:52)
3. Провінційне диско (4:18)
4. Поло (3:17)
5. Міраж (4:02)
6. Рок на льоду (2:42)
7. Альянс (3:41)

- Музика у Всесвіті (1982)[2]

1. Таємнича галактика (4:45)
2. Лазерна іллюмінація (4:11)
3. Срібна мрія (3:32)
4. Фотофініш (4:43)
5. Протилежна сторона неба (5:17)
6. В світі Сатурна (3:47)
7. Політ над Ельдорадо (5:07)

- Музика із кінофільмів (1985)[3]

1. Прибульці (Екіпаж машини бойової) (2:57)
2. В таємничому квадраті (Екіпаж машини бойової) (3:08)
3. Зелені чудовиська (Екіпаж машини бойової) (4:45)
4. Поєдинок (Екіпаж машини бойової) (3:35)
5. Мирне небо (Екіпаж машини бойової) (3:21)
6. Вогняні дороги (Жіночі радощі та смутки) (2:45)
7. Дівочі мрії (Жіночі радощі та смутки) (4:30)
8. Чарівна ніч (Жіночі радощі та смутки) (3:14)
9. Ті, що йдуть попереду (Жіночі радощі та смутки) (5:18)
10. Серце б'ється (Жіночі радощі та смутки) (3:17)

- In memoriam (1989)[4]

1. In memoriam (9:06)
2. Острів Моріцсала (3:53)
3. В музеї під відкритим небом (5:16)
4. Рундальський палац (3:50)
5. Будинки Старої Риги (4:32)
6. Пастораль (3:31)
7. На горі Зілайскалнс (5:20)

- Mākoņi (1991)[5]

1. Pakrēšļa Puķes (4:30)
2. Staburags Un Saules Meitiņa (4:10)
3. Veltījums (3:55)
4. Daugava (4:00)
5. Manas Mīļākās Puķes (3:50)
6. Mākoņi (3:41)
7. Es Tevis Meklēju (3:40)
8. Rotaļa (2:30)
9. Bohēmieša Dziesma (3:00)

- Mirušais gadsimts (2006)

1. Taisnība
2. Tēvu zeme
3. Manas mīļākās puķes
4. Bohēmiešu dziesma
5. Skumjas
6. Dievišķais gars
7. Pūt, vējiņi
8. Staburags un saulesmeitiņa
9. Dailniekam
10. Mirušais gadsimts
11. Māmuļai Latvijai
12. Mākoņi
13. Pakrēsla puķes
14. Es tevis meklēju
15. Daugava

- Pacific Time (2015)[6]

1. New Zodiac (4:09)
2. Pacific Time (4:29)
3. Disco In The Province (4:45)
4. Distant Galaxy (5:41)
5. Fast Polo (4:12)
6. Unreachable Eldorado (6:34)
7. Aero (4:48)
8. Photofinished (6:13)
9. Peripatus (4:32)
10. Ice Rock (2:52)